# ليندا سانشيز
ليندا سانشيز (بالإنجليزية: Linda Sánchez)‏ (و. 1969  م) هي سياسية، ومحامية أمريكية، ولدت في أورانج، أورانج، كاليفورنيا، هي عضوةٌ في الحزب الديمقراطي.

## مناصب
تولت منصب Vice Chair of the House Democratic Caucus ‏ (منذ 3 يناير 2017)
- عضو مجلس النواب الأمريكي (3 يناير 2017–3 يناير 2019)[7]
- عضو مجلس النواب الأمريكي (6 يناير 2015–3 يناير 2017)[7]
- عضو مجلس النواب الأمريكي (3 يناير 2013–3 يناير 2015)[7]
- عضو مجلس النواب الأمريكي (5 يناير 2011–3 يناير 2013)[7]
- عضو مجلس النواب الأمريكي (6 يناير 2009–3 يناير 2011)[7]
- عضو مجلس النواب الأمريكي (4 يناير 2007–3 يناير 2009)[7]
- عضو مجلس النواب الأمريكي (4 يناير 2005–3 يناير 2007)[7]
- عضو مجلس النواب الأمريكي (7 يناير 2003–3 يناير 2005)[7]
- أمين سر (2000–2002)[7]
- أمين الخزينة (2000–2002)[7]
- عضو مجلس النواب الأمريكي

.

## التعليم
تعلمت في جامعة كاليفورنيا، لوس أنجلوس، وتحصلت منها على دكتوراه في القانون (حتى 1995)، وتعلمت في جامعة كاليفورنيا، بركلي، وتحصلت منها على بكالوريوس في الفنون (حتى 1991)
.